# La Mesa (Californie)
Pour les articles homonymes, voir La Mesa.
La Mesa est une municipalité de Californie, dans le comté de San Diego, incorporée le 16 février 1912.

## Personnalités liées à la commune
Naissances
- Dave Mustaine, musicien,
- Frankie Hejduk, footballeur américain,
- Frederick W. Sturckow, astronaute,
- Ellen Ochoa, astronaute,
- Steve Roach, musicien
- Travis Taijeron, joueur de baseball

Décès
- William Bradley, artiste,
- J. T. Walsh, acteur,
- James Sutherland Spore, homme politique.

## Démographie
| 1920  | 1930  | 1940  | 1950   | 1960   | 1970   |
| ----- | ----- | ----- | ------ | ------ | ------ |
| 1 004 | 2 513 | 3 925 | 10 946 | 30 441 | 39 178 |

| 1980   | 1990   | 2000   | 2010   | - | - |
| ------ | ------ | ------ | ------ | - | - |
| 50 308 | 52 931 | 54 749 | 57 065 | - | - |